# 시간을 달리는 소녀
《시간을 달리는 소녀》(일본어: 時をかける少女 도키오 가케루 쇼조[*], 영어: The Girl Who Leapt Through Time)는 쓰쓰이 야스타카가 1967년에 쓴 SF 소설이다. 이후, 영화, 드라마, 만화, 애니메이션 등으로 각색 되었다.
대한민국에서는 2007년에서야 정식 한국어판이 출간되었다.

## 개요
- 1965년-1966년, 《시간을 달리는 소녀》를 《중3코스》지와《고1코스》지에서 총 7부작의 단편으로 연재하였다. (1965년 11월호부터 1966년 5월호까지)
- 1972년, 쓰루쇼보에서 '주니어 SF시리즈'로 발간하였다.
- 1976년, 가도카와 쇼텐에서 문고판을 발간하였다.
- 2006년, 가도카와 쇼텐에서 신장판을 발간하였다.
- 2007년 6월 7일, 북스토리에서 정식으로 한국어판을 발간하였다. (ISBN 978-89-89675-76-1)

## 줄거리
중학교 3학년 요시야마 가즈코는 동급생 후카마치 가즈오, 아사쿠라 고로와 함께 과학실 청소를 하던 어느 날, 실험실에서 라벤더 향을 맡고 의식을 잃는다. 그리고 사흘 후, 가즈코의 주위에 이상한 일들이 일어나기 시작한다. 한밤중에 일어난 지진으로 고로네 옆집에 화재가 일어나고, 다음 날 고로와 함께 교통사고를 당하려던 순간 하루 전 아침으로 되돌아가는 경험을 하게 된 것. 똑같은 하루를 다시 한번 보내게 된 가즈코는 가즈오와 고로에게 자신이 겪은 기이한 일을 털어놓는다. 처음엔 가즈코의 말을 믿지 않았던 가즈오와 고로, 가즈코가 말한 지진과 화재가 일어나고 서야 가즈코의 말을 믿게 된다.
세 명의 이야기를 들은 과학 담당 후쿠시마 선생은 가즈코의 능력은 텔레포트 또는 타임리프로 불리는 것이라 설명한 후, 사건의 진상을 알기 위해서는 나흘 전의 과학실로 돌아가지 않으면 안 된다고 말한다.
자신의 의지로 타임리프를 실행한 가즈코는 나흘 전의 과학 실험실에서 정체불명의 방문자를 기다린다. 그런 가즈코 앞에 나타난 사람은, 후카마치 가즈오.
가즈오는 자신이 서기 2660년에서 살던 미래인이라는 말과 함께, 미래에서는 채취할 수 없게 된 라벤더를 얻기 위해 이 시대로 온 것이라 설명한다. 더욱이 가즈코나 주위 사람들의 기억 일부는 최면술에 의한 것이며, 실제로 가즈코가 가즈오와 함께 보낸 시간은 고작 1개월. 타임리프를 위한 약을 완성한 가즈오는 다시 미래로 돌아가지만, 가즈코 앞에 언젠가 다른 사람의 모습으로 다시 나타날 것을 약속한다.
타임리프의 비밀을 지키기 위해 가즈코와 다른 사람들에게서 가즈오에 대한 기억을 지우지만, 가즈코는 가슴 깊은 곳에 남은, 언젠가 다시 나타날 거라는 약속을 한 누군가를 기다린다.
그 누군가가 나타날 때까지...

## 파생작

### 소설
- 시나리오 시간을 달리는 소녀

쓰쓰이 야스타카가 쓴 단편 소설. 1983년 영화의 패러디이며 같은 해에 작성되었다. 얽히고 꼬인 영화 속 연기자가 만드는 허구의 세계와, 현실의 학교 생활에서 일어나는 문제. 허구의 세계가 현실 세계를 삼켜버린다.

### 영화
- 1983년 시간을 달리는 소녀 (1983년 영화) (주연 : 하라다 도모요, 감독 : 오바야시 노부히코)

출연 : 오미 도시노리, 기시베 잇도쿠, 네기시 도시에, 다카바야시 요이치, 우에하라 겐, 이리에 다카코, 다카야나기 료이치
- 1997년 시간을 달리는 소녀 (1997년 영화) (주연 : 나카모토 나나, 감독 : 가도카와 하루키)

오바야시 판을 프로듀스 한 전 가도카와 쇼텐 사장 가도카와 하루키가 제작. 제작에 가도카와 쇼텐은 일체 참여하지 않았고, 예고편 없이 개봉했기 때문에 존재 자체를 모르는 사람이 더 많은 작품.
하라다 도모요가 나레이션을 담당한 흑백 영화.
- 2006년 시간을 달리는 소녀 (애니메이션)

오바야시 판 실사 영화로부터 약 20년 후, 2006년을 무대로한 새로운 이야기. 주인공 곤노 마코토는 요시야마 가즈코의 조카라는 설정이지만, 이 요시야마 가즈코가 '시간을 달리는 소녀'의 히로인과 동일 인물인지는 극 중에서 나타나지 않는다. (그러나 마코토와 자신의 옛 사랑 이야기를 하는 장면에서 책장 유리 속에 라벤더 꽃과 함께 가즈코의 학창 시절 사진이 보인다.)
목소리 출연 : 나카 리이사, 이시다 다쿠야, 이타쿠라 미츠타카, 하라 사치에, 다니무라 미츠키, 가키우치 아야미, 세키도 유키
- 2010년 시간을 달리는 소녀 (2010년 영화) (감독 : 다니구치 마사아키)

요시야마 가즈코의 딸 요시야마 아카리가 주인공. 애니메이션 판 주인공 나카 리이사가 연기한다.
출연 : 나카 리이사, 나카오 아키요시, 야스다 나루미, 가쓰무라 마사노부, 아오키 무네타카

### 드라마
- 1972년 타임 트래블러, 속 타임 트래블러 (주연 : 시마다 준코)

NHK 《소년 드라마 시리즈》의 첫 번째 시리즈로 방영하였다.
- 1985년 시간을 달리는 소녀 (주연 : 미나미노 요코)

후지 TV 단편 드라마. '월요 드라마 랜드'.
- 1994년 시간을 달리는 소녀 (주연 : 우치다 유키)

후지 TV '우리들의 드라마 시리즈'.
- 2002년 시간을 달리는 소녀 (주연 : 아베 나츠미)

TBS 옴니버스 '모닝구무스메. 신춘! LOVE 러브 스토리즈' 중 한 편.
- 2016년 시간을 달리는 소녀 (주연 : 쿠로시마 유이나)

닛폰 TV 7월 토요 드라마.

## 만화
- 원작: 쓰쓰이 야스타카
- 저자: 쓰가오 가쿠
- 출간: 가도카와 쇼텐(일본), 북박스(대한민국)
- 옮긴이: NATI

1. 시간을 달리는 소녀 (ISBN 89-5757-998-2)
2. 시간을 달리는 소녀 (ISBN 89-5757-999-0)

## 음악
- 1983년 시간을 달리는 소녀 (時をかける少女)
  - 작사 : 하라다 도모요 / 작곡, 편곡 : 마쓰토야 유미
  - 1983년 극장판 영화 주제가.

- 1983년 시간을 달리는 소녀 (時をかける少女)
  - 마쓰토야 유미의 셀프 커버 버전. 앨범 VOYAGER에 수록.

- 1987년 시간을 달리는 소녀 (時をかける少女)
  - 하라다 도모요 베스트 앨범 From T에 수록.

- 1997년 시간의 canzonet (時のカンツォーネ)
  - 작사, 작곡, 편곡 : 마쓰토야 유미
  - 1997년 극장판 영화 주제가.

- 2003년 시간을 달리는 소녀 (時をかける少女)
  - 노래 : 시미즈 아이 / 작사, 작곡, 편곡 : 마쓰토야 유미
  - 커버 곡. 싱글 Angel Fish에 수록.

- 2007년 시간을 달리는 소녀 (時をかける少女)
  - 하라다 도모요 앨범 music & me에 수록.

- 2010년 시간을 달리는 소녀 (時をかける少女)
  - 노래 : 이키모노가카리 / 작사, 작곡, 편곡 : 마쓰토야 유미
  - 커버 곡. 앨범 노스텔지아에 수록.